# Adam von Haren, der Jüngere
Adam von Haren, der Jüngere (in manchen Quellen auch Daem genannt, * um 1435; † 1517) war Schöffe und Bürgermeister der Reichsstadt Aachen.

## Leben und Wirken
Der Sohn der Eheleute Adam von Haren († 1454) und Agnes van den Weyer († 1467) stammte von der Linie Haren-Voerendaal des alten Patriziergeschlechts Van Haren aus der ehemaligen Herrschaft Valkenburg ab. Er trat erstmals 1470 als Mitglied des Stadtrates von Aachen in Erscheinung und wurde 1489 und 1496 zum Bürgermeister gewählt.
Die Familie Adam von Haren gehörte zu den wohlhabenden Familien Aachens. Ihm selbst gehörten umfangreiche Ländereien und mehrere Stadtwohnungen, unter anderem die Alte Mühle von Gut Schurzelt, die nicht Teil des Verkaufes war, den sein Bruder Frambach als Besitzer des Gutes 1487 tätigte. Darüber hinaus erbte Adam die Güter Margraten in Limburg und Hanbruch. Mehrfach unterstützte er die Mönche des Regulierherrenklosters in Aachen und überließ ihnen zu günstigen Konditionen Teile seiner Ländereien.
Adam von Haren war dreimal verheiratet, zunächst mit Beelchen von Schyderich († nach 1465), anschließend mit einer nicht näher benannten Gattin und in dritter Ehe mit Katharina Bestoltz. Mit seiner ersten Frau hatte er drei Söhne und zwei Töchter. Sein Sohn Everhard von Haren wurde wie sein Vater in das Schöffenkollegium aufgenommen und zum Bürgermeister Aachens gewählt. Die Söhne Dietrich und Adam werden nicht näher erwähnt. Die beiden Töchter traten als Nonnen in das Benediktinerkloster St. Mauritius in Köln ein, woraufhin dem Kloster das Gut Hanbruch als Aussteuer überschrieben wurde.